# 大戸城
大戸城（おおとじょう）は、現在の千葉県君津市にあった日本の城。久留里城の支城であったとされる。

## 概要
築城時期は不明であり、伝承では里見氏の里見義実の築城とされているが、史実では同氏の天文年間の内紛（天文の内訌）の際に安房国を追われた当主・里見義豊が、上総国の有力領主である真里谷信清（武田恕鑑）から滞在先としてこの城を提供されて反抗の拠点にしている事から、真里谷氏を含めた上総武田氏あるいはその以前の領主によるものと考えるのが近年の考え方である。
1590年（天正18年）の小田原征伐の後、里見氏は豊臣秀吉によって上総を召し上げられたために廃城となる。